# Corpul Alpin german
Corpul Alpin german a fost una din marile unități operative ale Armatei Imperiale Germane, participantă la acțiunile militare de pe frontul român, în timpul Primului Război Mondial. În această perioadă, a fost comandat de generalul locotenent Konrad Krafft von Dellmensingen.  :p. 183